# Gmina Tuchola
Die Gmina Tuchola ist eine Stadt-und-Land-Gemeinde im Powiat Tucholski der Woiwodschaft Kujawien-Pommern in Polen. Sitz des Powiats und der Gemeinde ist die gleichnamige Stadt (deutsch Tuchel) mit etwa 13.800 Einwohnern.

## Geographische Lage
Die Gemeinde liegt am Rande der Bory Tucholskie (Tucheler Heide) im ehemaligen Westpreußen. Sie grenzt im Norden an die Woiwodschaft Pommern und die Landgemeinde Chojnice (Konitz). Die Brda (Brahe) verläuft wenige hundert Meter östlich der Stadtgrenze.

## Partnergemeinden
- Olching, Deutschland
- Lübtheen, Deutschland

## Gliederung
Die Stadt-und-Land-Gemeinde Tuchola besteht aus der Stadt und zehn Dörfern mit Schulzenämtern sowie weiteren kleinen Ortschaften:
| polnischer Name | deutscher Name (bis 1920 und 1939–1945)       |
| --------------- | --------------------------------------------- |
| Barłogi         | Barlogi                                       |
| Biała           | Bialla (1942–1945 Bielen)                     |
| Białowieża      | Bialowierz (1942–1945 Belwers)                |
| Bielska Struga  | Hellfließ                                     |
| Bladowo         | Bladau                                        |
| Brody           | Broddi                                        |
| Dąbrówka        | Dombrowka                                     |
| Dziekcz         | Dzeks                                         |
| Jaty            | Jatty                                         |
| Kiełpin         | Kelpin (1942–1945 Kelpen)                     |
| Klocek          | Klotzek (1942–1945 Klotzeck)                  |
| Koślinka        | Koslinka                                      |
| Legbąd          | Legbond                                       |
| Łosiny          | Lossini (1942–1945 Lossin)                    |
| Lubierzyn       | Lubierszyn                                    |
| Mała Komorza    | Klein Komorze (1942–1945 Kammergut)           |
| Mały Mędromierz | Klein Mangelmühle (1942–1945 Mangelmühlchen)  |
| Mrowiniec       | Groß Mrowinitz                                |
| Nadolnik        | Niedermühl                                    |
| Nowa Tuchola    | Neu Tuchel (1942–1945 Neutuchel)              |
| Piszczek        | Ernstthal                                     |
| Plaskosz        | Plaskau                                       |
| Raciąski Młyn   | Reetzermühle                                  |
| Raciąż          | Reetz                                         |
| Rzepiczna       | Rzepitno (1910–1919, 1939–1945 Repitz)        |
| Rudzki Most     | Rudabrück                                     |
| Słupy           | Sluppi (1942–1945 Pfahldorf)                  |
| Stobno          | Stobno (1942–1945 Stübensee)                  |
| Tuchola         | Tuchel                                        |
| Wielka Komorza  | Groß Komorze (1942–1945 Waldkammer)           |
| Woziwoda        | Woziwoda (1900–1919, 1939–1945 Schüttenwalde) |
| Wysocki Młyn    | Wittstockermühle                              |
| Wysoka          | Wittstock                                     |
| Wysoka Wieś     | Hochdorf                                      |

## Verkehr
Der Bahnhof Tuchola liegt an der Bahnstrecke Działdowo–Chojnice, dort zweigt die stillgelegte Bahnstrecke Tuchola–Koronowo ab.

## Persönlichkeiten
- Roman von Janta-Polczynski (1849–1916), Rittergutsbesitzer und Reichstags-Mitglied; geboren in Groß Komorze
- Wiesław Szlachetka (* 1959), Geistlicher und Weihbischof in Danzig; geboren in Mała Komorza.